# Maurizio Pimponi
Maurizio Pimponi (* 1. September 1970 in Grosseto) ist ein ehemaliger italienischer Beachvolleyballspieler.

## Karriere
Pimponi spielte seine ersten internationalen Turniere 1996 auf der Weltserie mit Giorgio Pallotta. 1998 bildete er ein neues Duo mit Andrea Raffaelli und wurde Neunter der Lignano Open. Das gleiche Ergebnis erreichten die Italiener bei der Weltmeisterschaft 1999 in Marseille. Bei der anschließenden Europameisterschaft in Palma belegten sie den siebten Rang. Ein Jahr später mussten sie sich bei der EM in Getxo zunächst knapp den Letten Grīnbergs/Krūmiņš geschlagen geben, bevor sie nach einer klaren Niederlage gegen die Schweizer Kobel/Heuscher ausschieden. Das olympische Turnier in Sydney war für sie früh beendet, als sie gegen die Argentinier Martínez/Conde und die Österreicher Stamm/Berger verloren.
In der dritten Runde der EM 2001 mussten sich Pimponi/Raffaelli den Schweizer Laciga-Brüdern geschlagen geben; auf der Verlierer-Seite schieden sie dann gegen die Deutschen Dieckmann/Slacanin aus. 2002 in Basel waren wieder die Schweizer Heuscher/Kobel sowie die Norweger Horrem/Maaseide zu stark für die Fünften der Berlin Open. In ihrem letzten gemeinsamen Jahr konnten die Italiener 2003 keine vorderen Platzierungen mehr erreichen. Anschließend beendete Maurizio Pimponi seine Beachvolleyballkarriere.